# Aeropuerto Internacional de Ioánina
El Aeropuerto Internacional de Ioánina - Basileo Pirro (en griego: Κρατικός Αερολιμένας Ιωαννίνων - Βασιλεύς Πύρρος) es un aeropuerto griego situado a cuatro kilómetros del centro histórico de Ioánina, capital de la Unidad periférica homónima y de la periferia del Epiro, que cuenta con destinos nacionales y con destinos internacionales en temporada alta.

## Historia
El aeropuerto de Ioánina fue inaugurado originalmente en 1932. La primera terminal contaba con 450 450 m, que fueron duplicados en 1953.
En 1993, el aeropuerto volvió a tener una ampliación, esta vez de 600 m, aunque el aeropuerto continuó siendo de uso nacional, ya que el destino no era transitado por turistas internacionales a diferencia de otros ligares de Grecia como Atenas o la vecina Corfú.
En 2007 se nombró el aeropuerto como «Basileo Pirro», en honor a Pirro de Epiro. En 2017 se construyó una nueva torr de control, aunque los trabajos de modernización no finalizarían hasta el 11 de julio de 2019, cuando estrenó nuevas salas de salidas y llegadas, así como zonas de espera de pasajeros y un área duty-free, al cambiar su consideración de nacional a internacional.

## Infraestructura
La pista tiene una longitud de 2400 m y una anchura de 45 con tres calles de rodaje y una rampa de 43 m2. La capacidad antincendios es de categoría 6 (VI). El área total del aeropuerto actualmente es de 5290 m2

## Aerolíneas y destinos

### Destinos nacionales
| Ciudades | Nombre del aeropuerto                          | Aerolíneas      | Frecuencias   |
| -------- | ---------------------------------------------- | --------------- | ------------- |
| Atenas   | Aeropuerto Internacional Eleftherios Venizelos | Aegean Airlines | L M X J V S D |

### Destinos internacionales
| Ciudades   | Nombre del aeropuerto               | Aerolíneas            | Frecuencias |
| ---------- | ----------------------------------- | --------------------- | ----------- |
| Billund    | Aeropuerto de Billund               | Atlantic Airways      |             |
| Gotemburgo | Aeropuerto de Gotemburgo-Landvetter | Scandinavian Airlines |             |
| Estocolmo  | Aeropuerto de Estocolmo-Arlanda     | Scandinavian Airlines |             |